# スーパーボール

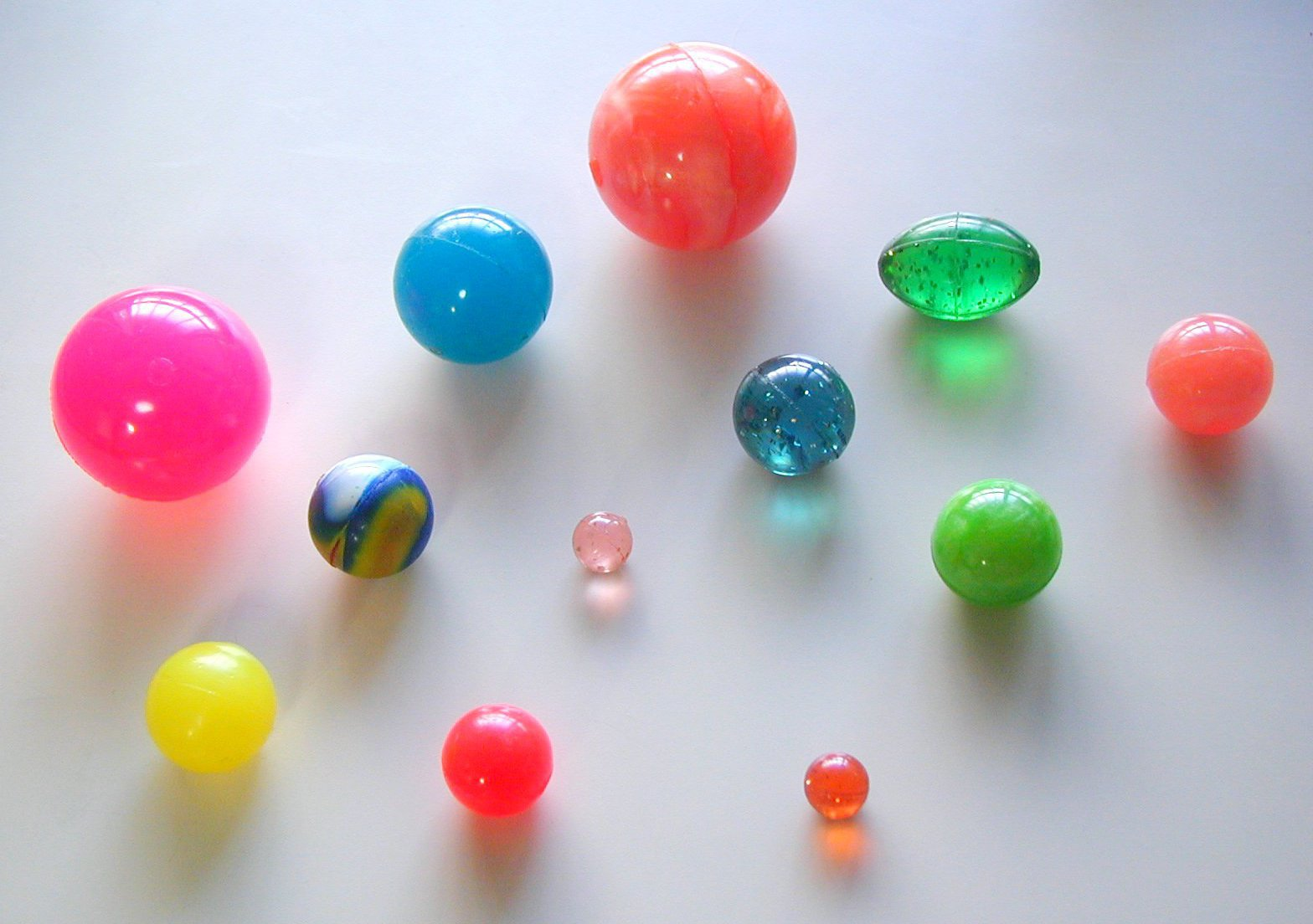
様々な色のスーパーボール

スーパーボール（英語: Super Ball,bouncy ball）は、玩具用に開発されたゴムボールの一種。非常に弾力があるため、大きく跳ねるのが特徴。
反発係数は0.8から0.9程度である。スーパーボールを作るキットのようなものも売られている。

## 歴史

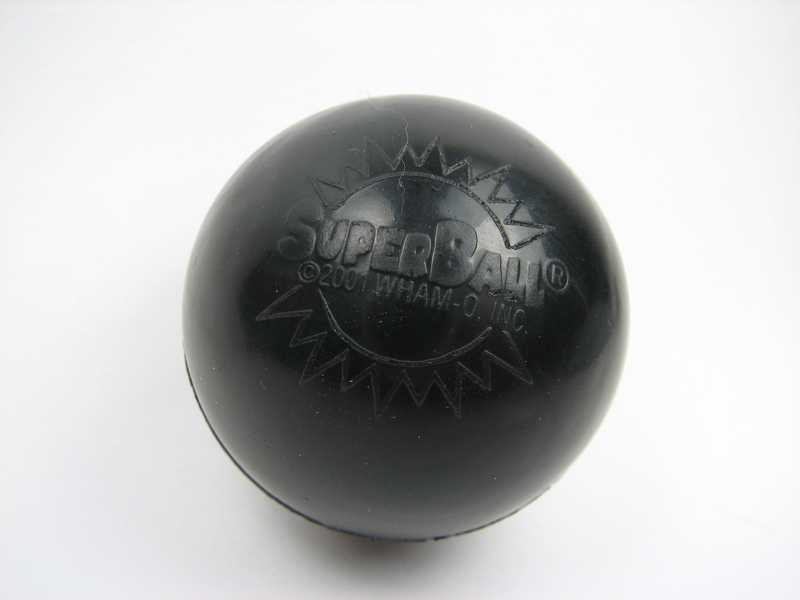
Wham-O Super Ball

1964年に、アメリカ合衆国で化学者のノーマン・スティンレー (Norman Stingley) により、ポリブタジエンにケイ酸などの様々な添加物を加えた素材とともに開発された。スティンレーは勤務先の企業に製品化を提案するが、耐久性に難点があったため、却下された。その後、スティンレーは玩具を扱うWham-O社に持ち込み、同社が耐久性について改良を加え、「Super Ball」の商品名で発売される。製品は爆発的に売れ、最盛期には日産17万個が生産された。現在も同社は当時のモデルを販売している。
狭義には「スーパーボール」はWham-O社の製品を指し、英語では高弾性ゴムボール玩具の一般呼称として「bouncy ball」を用いることもある。

## 安全性
2–6 cm 程度と小さいため、誤飲によって食道・気道へ運ばれるおそれのある製品である。死亡事故も発生している。
- 2007年10月29日、3歳9か月男児が、スーパーボール(直径3.5cm)を2つ口の中に入れて遊んでおり。気づいた母親がボールをだすよう叱ったところ、驚いて1つを飲み込んでしまった。母親が口の中に指を入れたが取り出せず、救急要請し飲み込んでから37分後に入院。喉頭に詰まったスーパーボールを摘出したが、６か月後に死亡した[2][3][4]。

多くのものは弾力に富み、小さな子供がぶつかってもあまり痛くない。しかし、床面や壁面に投げつけたスーパーボールはその強い弾性ゆえ予期せぬバウンドを繰り返し、蛍光灯や窓ガラスなどを破壊することがある。
日本各地の動物園で、スーパーボールが動物に向かって投げ込まれるケースが相次ぐようになっている。動物が誤飲する可能性があり、各動物園は対応に苦慮している。

## 種類
球の色は非常に鮮やかで、球が透明で球の内部にラメやオモチャなどが入っているものもある。
反発係数（跳ね返り係数）が大きいものが多いが、中には反発係数が限りなく0に近い非弾性ゴムで作られたものも市販されている。また、跳ね返り係数が0に近い部分と大きい部分の両方が存在する球もある。ラグビーボール型や、複数の球が組み合わさった分子模型のような形のものも存在し、これらは不規則な跳ね返りを楽しめる。
スーパーボールは自作することもでき、作り方もさまざま方法がある。

## スーパーボールすくい

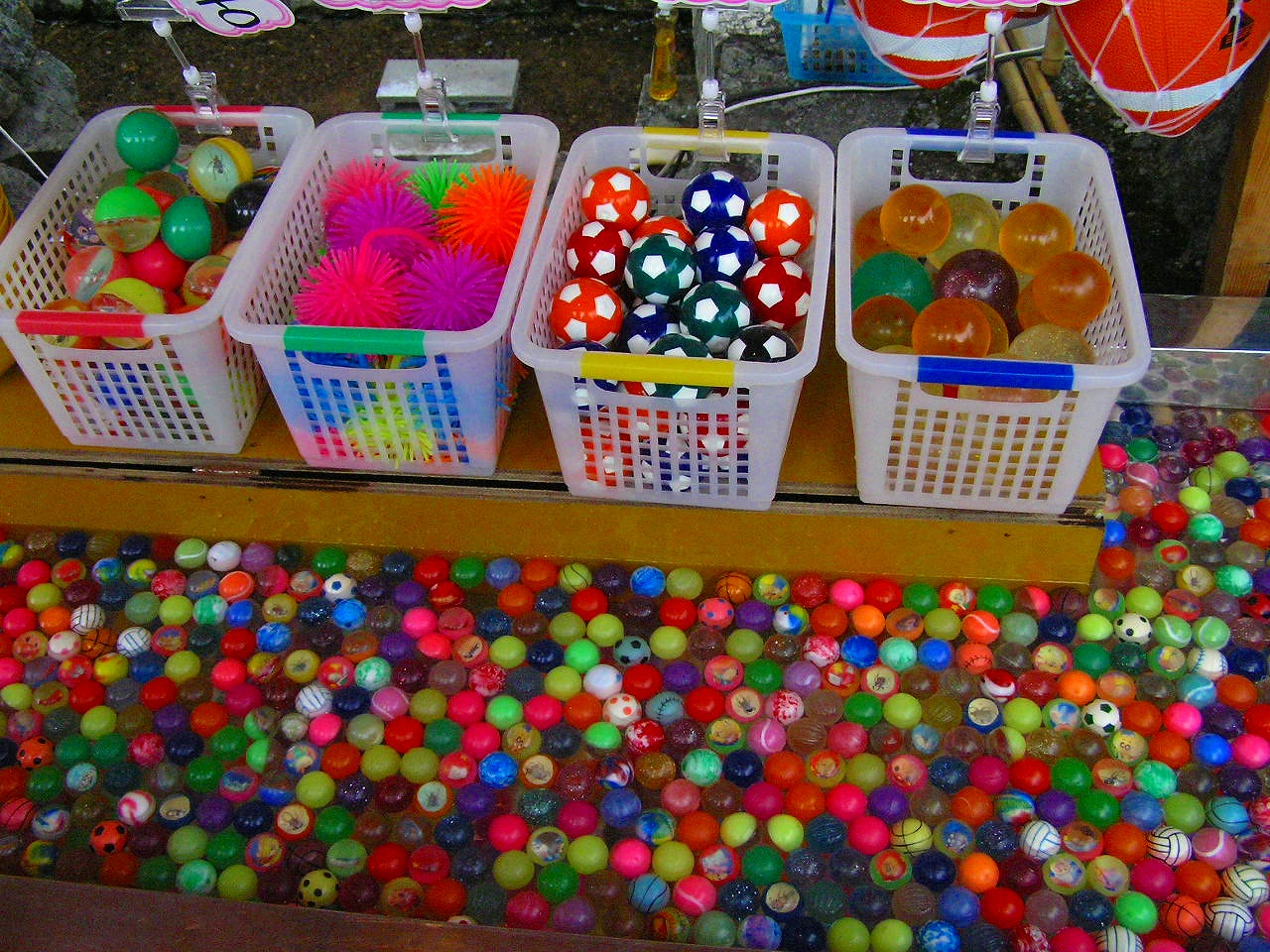
ボールすくい

金魚すくいと同等の設備で金魚の代わりにスーパーボールをすくわせる、スーパーボールすくいという遊びが縁日の屋台に出されることがある。金魚と比較して準備や維持のコストが抑えられるので、小学校の催しなどの小規模な縁日ではよく見かけられる。色とりどりのスーパーボールが水に浮かべられている様子は、楽しげな縁日の雰囲気を演出する。